# Павшим в борьбе за мир и братство народов
«Па́вшим в борьбе́ за мир и бра́тство наро́дов» — мемориальная доска работы скульптора С. Т. Конёнкова, одно из наиболее масштабных произведений ленинского плана монументальной пропаганды.
Доска была установлена 7 ноября 1918 года к первой годовщине Октябрьской революции на Сенатской башне Кремля над братской могилой павших в боях за победу революции в Москве в октябре 1917 года. Она представляла собой барельеф размером 5,1 на 3,4 метра из 49 блоков тонированного цемента. На нём была изображена крылатая фигура, олицетворяющая Победу, в одной руке держащая тёмно-красное знамя с советским гербом, а в другой — зелёную пальмовую ветвь, над которой в солнечных лучах было написано: «Октябрьская 1917 Революция». У ног символической фигуры — поломанные сабли и ружья, воткнутые в землю, и знамёна, на которых было написано: «Павшим в борьбе за мир и братство народов».
При реставрации башни в 1948 году доску «за ветхостью» сняли; ныне она находится в собрании Русского музея в Санкт-Петербурге.

## Предыстория
Во время Октябрьской революции с 25 октября (7 ноября) по 2 (15) ноября 1917 года в Москве произошло вооружённое восстание. Именно в Москве в ходе октябрьского восстания развернулись наиболее длительные и упорные бои. 7 (20) ноября 1917 года Московский военно-революционный комитет постановил устроить братскую могилу на Красной площади и назначил похороны павших на 10 ноября . 8 (21) ноября 1917 года между Кремлёвской стеной и пролегавшими параллельно ей трамвайными рельсами вырыли две 75-метровые братские могилы. Одна могила протянулась от Никольских ворот до Сенатской башни, вторая — от Сенатской башни до Спасских ворот. 10 (13) ноября 1917 года в братские могилы опустили 238 гробов. Всего в 1917-м захоронили 240 погибших, из которых точно известны имена 57 человек.
После революции перед Отделом изобразительных искусств Народного комиссариата по просвещению была поставлена задача организовать пропаганду и агитацию в ярких художественных образах, отражавших «идеи и чувства революционной трудовой России». Уже 12 апреля 1918 года Советом Народных Комиссаров за подписью В. И. Ленина был опубликован декрет «О памятниках республики», после чего правительством был принят ещё ряд решений на тот счёт. Так родился ленинский план монументальной пропаганды. Одним из его важных пунктов была «пропаганда надписями», которыми по мысли Ленина, необходимо было украсить общественные здания. Он мечтал уподобить Москву утопическому «Городу Солнца», описанному Томазом Кампанеллой, где уличные фрески служили средством воспитания и просвещения.

## Конкурс на проект доски

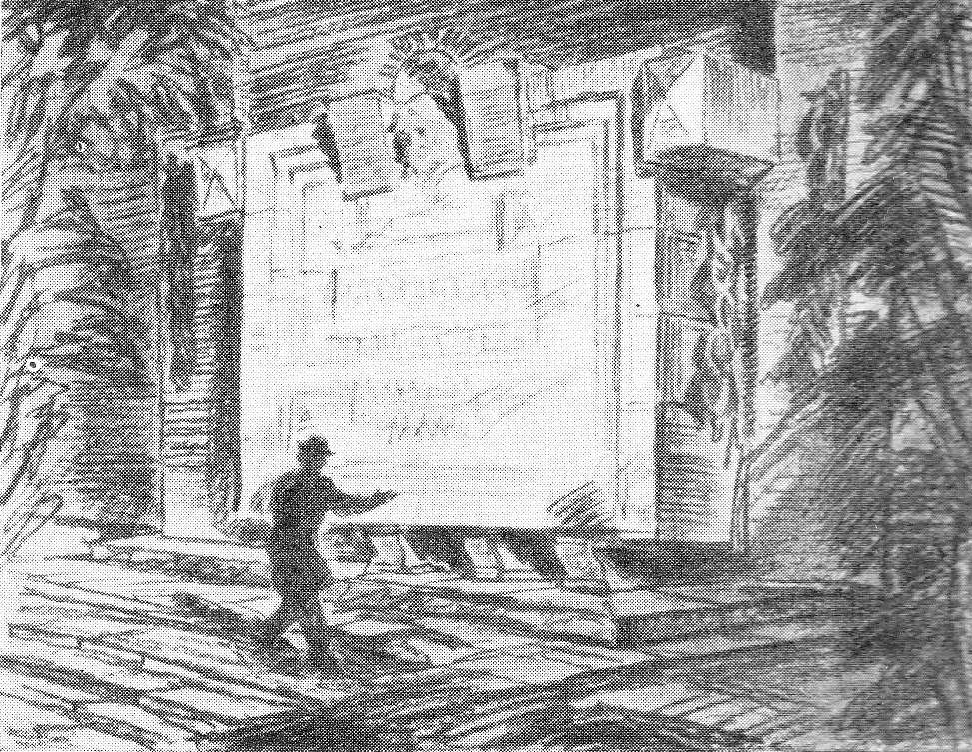
Конкурсный проект мемориальной доски Владимира Дубенецкого

Над братской могилой участников революции по инициативе В. И. Ленина создавался мемориал. В постановлении Совета Народных Комиссаров от 17 июля 1918 года сообщалось: «Обратить особое внимание Народного Комиссариата по просвещению на желательность постановки памятников павшим героям Октябрьской Революции и, в частности в Москве, сооружения кроме памятников барельефа на кремлёвской стене, в месте их погребения». В двадцатых числах июля секция изобразительных искусств Отдела народного просвещения Московского Совета рабочих и крестьянских депутатов объявила конкурс и обратилась ко всем московским художникам с предложением предоставить проекты и сметы по устройству мемориальной доски. На объявленный конкурс свои работы прислали шестеро художников: скульпторы Акоп Гюрджян (2 проекта), Алексей Бабичев, Сергей Конёнков, Сергей Мезенцев, архитектор Владимир Дубенецкий и живописец Игнатий Нивинский.
15 сентября в помещении секции была открыта выставка конкурсных проектов мемориальной доски. В газете «Правда» сообщалось, что «ввиду того, что оценку производили не рабочие, а интеллигентная молодёжь, жюри оставляет за собой свободу выбора проекта памятной доски». В составе жюри, которое производило художественную экспертизу, были: члены секции художники-живописцы Борис Такке, Константин Истомин, Захаров, Розенфельд; от комиссии по охране памятников — архитектор Николай Виноградов; от Архитектурной мастерской Строительного отдела Московского Совета — архитектор А. Поляков; от профсоюзов: скульпторов — Владимир Домогацкий, художников-живописцев — Николай Лапшин, художников-живописцев нового искусства — Георгий Якулов.
Окончательные итоги конкурса были подведены 18 сентября:
- Первый проект Гюрджяна — с двумя фигурами — отвергнут как не отвечающий условиям конкурса;
- Второй проект Гюрджяна — горельеф с изображением боя — отвергнут как не отвечающий требованиям монументального искусства;
- Проект Нивинского — рисунок доски с гербом Республики — отвергнут как не отвечающий по своему стилю общему характеру Кремлёвской стены, башни и Красной площади;
- Проект Мезенцева — доска-рельеф с многочисленными фигурами — отвергнут из-за необоснованной разницы масштабов изображённых фигур;
- Проект Бабичева — рисунок с изображением обнажённой опирающейся на меч фигурой и второй, лежащей в склепе фигурой — отвергнут как не отвечающий заданиям конкурсов из-за отсутствия монументальности;

Мнение жюри относительно проектов Конёнкова и Дубенецкого разделилось поровну: каждый получил по четыре голоса — «за», четыре — «против», при одном воздержавшемся.
У архитектурного проекта Владимира Дубенецкого, по мнению жюри, была сильная и оригинальная мысль. Он обладал грандиозным масштабом и достойно отмечал по своему художественному характеру народно-историческое событие, которое произошло в этом месте. При условии переработки некоторых деталей, в архитектурном отношении мог стать единым целым с местом братских могил на Красной площади.
Проект Сергея Конёнкова — цветная скульптура, мемориальная доска. Эксперты единогласно согласились, что проект полностью соответствует основному заданию конкурса. Розенфельд, Домогацкий, Якулов, Истомин выбрали проект Конёнкова лучшим из числа представленных. В сообщении секции изобразительных искусств в президиум Московского Совета о результатах конкурса сообщалось:
«Произведение Конёнкова вполне соответствует тому месту, где оно будет помещено:
1. Как цветное, оно побеждает тот постоянный серый полумрак, который царит в этом месте из-за положения стены к солнцу;
2. Так как доска может быть повешена достаточно высоко и, благодаря своим краскам, будет видна издали;
3. По своему внешнему виду она будет вполне гармонировать со всей площадью, где находится многоцветный собор Василия Блаженного, золото куполов и крашеная черепица башен. Отличаясь своей темой, по художественной конструкции (торжественность, стройность низкого рельефа, красочность) она родственна хорошим старорусским иконам, почему естественна и связывается со всей окружающей обстановкой кремля.

По своему художественному построению это произведение вполне гармонично: все части уравновешены, линии просты и легко воспринимаемы глазом, отношение глубины рельефа к широким плоскостям его правильное, не развлекающее глаз и обеспечивающее ясность восприятия темы: „Павшим в борьбе за мир и братство народов“. Темой взяты не временные моменты борьбы, а конечные идеалы, изображая победу мира над войной, причём мощь фигуры указывает на силу того, кто несёт этот мир.»
18 сентября секция изобразительных искусств направила в президиум Московского Совета письмо, в котором сообщалось, что секция ожидает распоряжения президиума о том, кому именно передать заказ к исполнению. Президиум Моссовета единогласно проголосовал за проект Конёнкова, так как он удовлетворял Моссовет со стороны образного решения поставленной задачи, а также из-за уверенности в том, что при надлежащей организации работ этот проект точно будет выполнен. Реализация архитектурного проекта Владимира Дубенецкого представлялась слишком проблематичной, что «не стоило и пытаться».

## Изготовление и монтаж доски
Спите, любимые братья!

Снова родная земля

Неколебимые рати

Движет под стены Кремля.

Новые в мире зачатья.

Зарево новых зарниц…

Спите, любимые братья,

В свете нетленных гробниц.

Митинг на Красной площади по случаю открытия мемориальной доски «Павшим в борьбе за мир и братство народов»

На изготовление и монтаж мемориальной доски Сергею Конёнкову оставалось чуть более месяца, она должна была быть закончена к 7 ноября — первой годовщине революции. Он выставил президиуму Моссовета свои условия: ему необходимо было помещение в Историческом музее (в непосредственной близости от места установки доски — Сенатской башни), где можно вести подготовку к монтажу и где может разместиться на ночёвку его производственная бригада из пяти человек. Он просил прикомандировать к нему на время работ рабочего проволочной фабрики Алексея Карповича Климова — матроса-революционера с крейсера «Громобой», который формировал, переводил в гипс работы Конёнкова и в 1914 году был моделью для одной из них. Кроме него над доской работали форматоры Гавриил Иванович Савинский и Королёв, с которыми Конёнков сражался на баррикадах в декабре 1905 года, а также его помощник — резчик Иван Иванович Бедняков. Помимо помещения Конёнков потребовал предоставить необходимые ему для работы дефицитные на тот момент в Москве материалы — цемент, доски и арматуру, а также просил о незамедлительной выдаче денег на производство работы.
Работы по переводу эскиза в форму, отлитию и окраске доски велись в пресненской мастерской скульптора. Из-за больших размеров доски (5,1 на 3,4 метра), Конёнков решил разделить её на 49 частей, чтобы она не повредилась при транспортировке и монтаже. Каждая такая часть должна была крепиться болтами к металлическим плахам, вделанным в Кремлёвскую стену. Сначала полный объём доски отлили в гипсе, а затем, после авторской корректировки гипсовых форм, отливали куски доски в цементе. Одновременно с этим проводились работы по подбору тона краски, чтобы «доска выглядела живописным пятном на затемнённом фоне кремлёвской стены».
Работы по монтажу мемориальной доски на стену Сенатской башни велись несколько дней и были завершены 4 ноября 1918 года.

## Церемония открытия
Пятого и шестого ноября велись работы по подготовке к церемонии открытия доски. Она была скрыта торжественным красным занавесом, полотнища которого соединяла запечатанная красная шёлковая ленточка. Возле доски был поставлен помост с лесенкой, поднявшись на который можно было перерезать ленту. Чуть в стороне была установлена трибуна.
7 ноября 1918 года, в день первой годовщины Октябрьской революции, в Москве происходили многочисленные митинги по случаю открытия памятников. В этот день на площади Революции был открыт памятник Карлу Марксу и Фридриху Энгельсу, на Новинском бульваре — памятник Жану Жоресу, на Миусской площади — памятники Степану Халтурину и Софье Перовской, у Серпуховских ворот — бюст Салтыковa-Щедрина, на Страстном бульваре — памятник Генриху Гейне, на Цветном бульваре — памятник Фёдору Достоевскому, и другие.
В этот же день на Красной площади состоялась торжественная церемония открытия мемориальной доски «Павшим в борьбе за мир и братство народов». На площади собрались делегации заводов и фабрик, красноармейских частей. Владимир Ильич Ленин прибыл вместе с колонной делегатов VI Всероссийского съезда Советов. Конёнков передал ему специально сделанную им к церемонии открытия шкатулку, в которой лежали ножницы и деревянная печатка. После этого Ленин взошёл на помост, перерезал ленточку. Когда занавес раскрылся, заиграл военный оркестр и сводный хор, состоящий в основном из молодых рабочих-студийцев Пролеткульта, исполнил под руководством дирижёра-педагога Григория Любимова кантату композитора Ивана Шведова на слова Сергея Есенина, Сергея Клычкова и Михаила Герасимова. После того, как отзвучала кантата, Владимир Ленин поднялся на трибуну и произнёс речь.

## Описание доски
Значительную часть барельефа занимает позолоченная фигура, символизирующая Гения Победы с огромными белыми крыльями и короной из орлиных перьев. Невозможность определить пол фигуры отсылает к традиции изображения ангелов и древних богов (высказывается мнение, что это скорее женская фигура, завуалированная ради благопристойности — на это указывает пальмовая ветвь в области груди). В правой руке фигура держит пальмовую ветвь — символ мученичества, победы. В левой руке — красное знамя, символизирующее революцию, социализм, а также кровь павших. Справа за фигурой — восходящее солнце, лучи которого имеют форму знаков, образующих надпись «Октябрьская 1917 Революция». Под фигурой — вонзённые в землю сломанные сабли и ружья, перевязанные траурными лентами, рядом с ними — два красных знамени: древко одного увенчано пятиконечной звездой с серпом и молотом, другого — скрещёнными кистями рук (традиционный христианский символ связи между живыми и мёртвыми). На одном из знамён золотом начертаны слова: «Павшим в борьбе за мир и братство народов». 

## Оценки и критика
Современники по-разному оценивали мемориальную доску Конёнкова. Сама по себе, а тем более в композиционной связи с ансамблем Красной площади, на фоне кремлёвской стены, она производила двойственное впечатление. В прессе работа получила хорошие отзывы. По воспоминаниям Луначарского, В. И. Ленина её художественная концепция не вполне удовлетворяла: «С некоторым сомнением относился он и к мемориальной доске Коненкова. Она казалась ему не особенно убедительной». Некоторые видели в ней предвестника новой, революционной символики; другие — не увидели в скульптуре попытки автора дать образное осмысление реальной фигуры революционера. Высказывались положительные оценки относительно высокой степени обобщения и широты осмысления события; с другой стороны — работу называли слишком отвлечённой, без видимых примет конкретного события.

## Дальнейшая судьба доски
Мемориальная доска «Павшим в борьбе за мир и братство народов» находилась на Сенатской башне Кремля в течение тридцати лет. В 1948 году она была снята «за ветхостью» во время реставрации башни. Некоторое время считалась пропавшей бесследно, однако позже была найдена. В 1963 году Сергей Конёнков провёл реставрацию доски, после которой она экспонировалась на выставках в Москве и Ленинграде. Позже она была перемещена в Русский музей как образцовое произведение новой эпохи. Планировалось создание дубликата доски для Кремлёвской стены из долговечных материалов, но эти планы не осуществились.

### Комментарии
1. ↑  Во многих источниках ошибочно указывается размер доски как 7 на 8 аршин или 5 на 5,7 метра.